# Lake Bosworth
Lake Bosworth je obec v okrese Snohomish v americkém státě Washington. V roce 2010 měla 667 obyvatel, z nichž 95 % tvořili běloši, 1 % původní obyvatelé a necelé 1 % Asiaté. 4 % obyvatelstva byla hispánského původu. Z celkové rozlohy 1,7 km² tvořila 20 % voda.